# Pseudoheteronyx basicollis
Pseudoheteronyx basicollis är en skalbaggsart som beskrevs av Lea 1919. Pseudoheteronyx basicollis ingår i släktet Pseudoheteronyx och familjen Melolonthidae. Inga underarter finns listade i Catalogue of Life.